# كويافيا

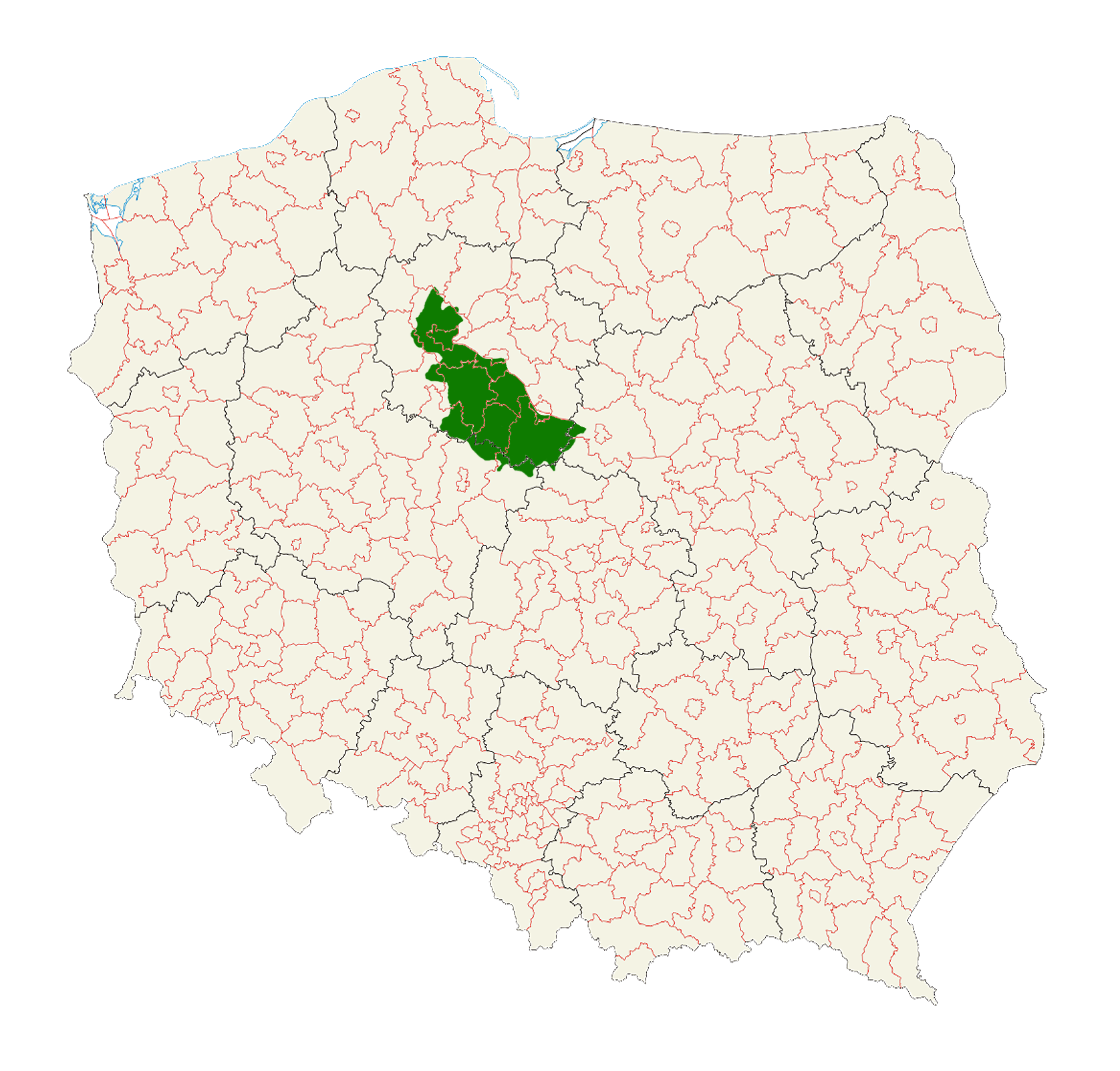
موقع كويافيا في خريطة بولندا الحالية

كويافيا (باللاتينية: Cuiavia) هي منطقة جغرافية تاريخية في أوروبا، تقع حالياً في الوسط الشمالي من بولندا على الجانب الغربي من نهر فيستولا والجانب الشرقي من نهر نوتيتش Noteć.
تقسم المنطقة إلى ثلاث مناطق وهي المنطقة الشمالية الشرقية ومركزها مدينة بيدغوشتش، والمنطقة الوسطى ومركزها مدينتي إنوفروتسواف Inowrocław وكروشفيتسا Kruszwica، والمنطقة الجنوبية الشرقية ومركزها فوتسوافك وبجيتش كويافسكي Brześć Kujawski.

شعار كويافيا

## أعلام
- فواديسواف الأول

## اقرأ أيضاً
- محافظة كويافيا-بوميرانيا